# Városmajor kocsiszín
A Városmajor kocsiszín egy budapesti kocsiszín, amely kifejezetten a Budapesti fogaskerekű vasút kocsijainak tárolására szolgál.

## Jellemzői
A Budapest XII. kerületében elhelyezkedő, a Szilágyi Erzsébet fasor 14–16. szám alatt elhelyezkedő épület 1874-ben épült. Mivel a fogaskerekű vasút és a villamosok nyomtávolsága (1435 mm) megegyezik, ezért a telephely egy ritkán használt vágánykapcsolattal volt összekötve az 56-os villamos vonalával egészen 2020 októberéig, amikor is – ideiglenes jelleggel – pályafelújítási okokból az üzemi kapcsolat kiépítésre került. A belső csarnokok közti kocsimozgatást tolópad segíti.
A kocsiszín melletti favázas állomásépületre a „Svábhegyi vaspálya” felirat és szüreti jeleneteket ábrázoló freskó díszíti. A homlokzatra a Per ardua ad astra („a meredeken át a csillagok felé”) latin nyelvű felirat került.
A fogaskerekű vasút aktívan használt szerelvényein kívül a csarnokokban tárolnak egy 20. század közepén gyártott Ganz járművet, egy 1870-es évekből való nyári kocsit, és egy kisebb szürke teherkocsit is.